# Ernst Hansen (Schauspieler)

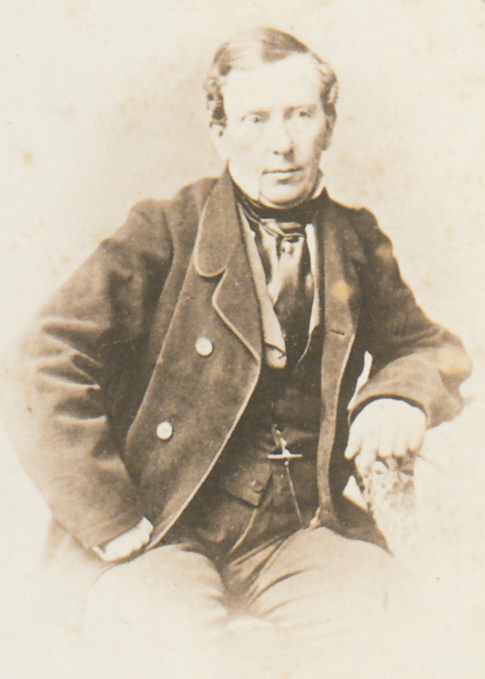
Ernst Hansen (1860)

Ernst Hansen (* 4. März 1813 in Kiel; † 3. März 1864) war ein deutscher Theaterschauspieler und -regisseur.

## Leben
Hansen, der Sohn des Seminarlehrers und späteren (ab 1832) Inspektors des Hofgartens in Schleswig Ernst Friedrich Hansen (1782–1842), studierte zunächst Medizin an der Universität Kiel. Es drängte ihn jedoch unaufhaltsam zur Bühne, die er auch 1838 in Halberstadt betrat. 1840 kam er nach Dessau, wo er (bisher Bonvivant) ins komische Fach überging. Seit 1841 war er am Lübecker Stadttheater tätig, wo er sich nicht nur als Darsteller, sondern auch als Regisseur und artistischer Direktor hervortat. Er wirkte daselbst bis zu seinem Tode.